# John Ball (naturalista)
John Ball (Dublino, 20 agosto 1818 – Londra, 21 ottobre 1889) è stato un politico, naturalista e alpinista irlandese.

## Biografia
John Ball nacque a Dublino nel 1818. Figlio maggiore di un giudice irlandese, Nicholas Ball, frequentò prima il collegio cattolico di Oscott (Birmingham) per completare poi la sua educazione al Christ's College di Cambridge. Sin dai primi anni della sua formazione, Ball dimostrò una spiccata predisposizione per le scienze naturali e, in particolare, per la botanica. Lasciata Cambridge, viaggiò a lungo in Svizzera e in tutta Europa, approfondendo la sua conoscenza delle scienze naturali e scrivendo trattati di botanica e articoli sui ghiacciai svizzeri per periodici scientifici. Nel 1846 divenne "commissario assistente" della Poor Law Commission, organismo retto da tre "commissari" e istituito nel 1834 dal Poor Law Amendment Act che modificò il sistema inglese di assistenza ai poveri e che, abolendo i sussidi statali, contribuì a creare un mercato del lavoro concorrenziale, terreno fertile per la diffusione di un'economia capitalistica. I "commissari assistenti" erano responsabili delle ispezioni locali. Ball lasciò l'incarico nel 1847 e nel 1848 si candidò per il parlamento nella contea di Sligo, senza però essere eletto. Nel 1849 fu nominato commissario della Poor Law Commission, incarico che lasciò nel 1852 per candidarsi nuovamente nella contea di Carlow. Questa volta Ball venne eletto e alla Camera dei Comuni attirò l'attenzione di Lord Palmerston che nel 1855 lo nominò sottosegretario per le colonie, incarico che ricoprì per due anni. L'incarico gli permise di esercitare grande influenza nel sostegno degli studi di scienze naturali, contribuendo a spedizioni in Canada e sostenendo gli sforzi di Sir W. Hooker per raggiungere una conoscenza sistematica della flora coloniale. Nel 1858 si candidò nella contea di Limerick ma non fu eletto. La sconfitta segnò il ritiro di Ball dalla vita politica.

Sposò l'italiana Elisa Parolini, figlia del naturalista vicentino Alberto Parolini, morta a soli 37 anni d'età.

## L'alpinista
Abbandonata la politica, Ball si dedicò completamente ai suoi viaggi e agli studi naturalistici. Fu il primo presidente dell'Alpine Club fondato nel 1857. Oggi è ricordato soprattutto per la sua attività di alpinista e per la sua celebre Alpine Guide (Londra, 1863 - 1868), risultato delle sue innumerevoli ascensioni, dei suoi viaggi e delle sue attente osservazioni annotate in stile chiaro e scorrevole.  Nel 1858 Ball decise di raccogliere in un volume annuale le relazioni dell'attività dei soci dell'Alpine Club, inventando così il primo periodico alpinistico, il celebre Peaks, Passes and Glaciers. Il primo volume fu pubblicato dall'editore Longman nel maggio del 1859. Dal 1863 le relazioni dei soci furono ospitate sull'Alpine Journal che iniziò la regolare pubblicazione, tuttora in corso.
Risale al 19 settembre 1857 la prima salita "alpinistica" nelle Dolomiti ad opera di John Ball che raggiunse l'inviolata vetta di 3.168 metri del Pelmo, attraverso quella che poi divenne "la cengia di Ball". Ball descrisse così le Dolomiti nelle annotazioni del suo diario: "In nessun'altra parte delle Alpi si innalzano così bruscamente cime altissime e con così poca apparenza di connessione tra di loro. In nessun'altra parte vi sono contrasti così marcati offerti dalla differenza di struttura geologica come quelli che qui colpiscono il viaggiatore". Descrisse anche l'ambiente naturale dell'Altopiano dei Sette Comuni, nelle Prealpi vicentine.
John Ball non fu solo un naturalista fu anche un fervente sostenitore della causa italiana volta all'annessione del Trentino all'Italia e, essendo un profondo conoscitore della regione montana tirolese, si premonì nei primi mesi del 1866 di informare con una dettagliata relazione, scritta in francese, il Ministero della guerra del Regno di Italia sulle possibili strade di penetrazione e le azioni di contrasto da compiere nel territorio austriaco in caso di guerra, dal lago di Garda al passo del Tonale. La relazione "Quelques observations sur la frontière di Tyrol et de l'Italie depuis le Lac de Garda au passage di Tonale, et sur le moyens d'attaquer la position militaire Austriachienne de c'è coté" fu prontamente fatta stampare in centinaia di copie dal Ministero e recapitata nel mese di maggio presso il comando del Corpo Volontari Italiani di Giuseppe Garibaldi "nel supposto che le stesse osservazioni potessero tornare di utile". 
Scrisse: "La strada più facile [per la Val di Ledro ndr], credo, è quella che passa per la montagna di Tremalzo. Inoltre c'è un sentiero che scende attraverso la Val Lorina accanto al forte della Val Ampola. Questo sentiero (abbastanza difficile) passa per qualche tempo a fianco o proprio nel greto dello stretto torrente, racchiuso tra rocce a strapiombo. Sarebbe necessario impegnarvisi con qualche precauzione, avendo le alture circondate di schermagliatori: senza che gli uomini che vi si mettessero potrebbero essere schiacciati dai sassi che si farebbero cadere nel burrone, senza potersi difendere o anche vedere il nemico. Oltre agli uomini giunti in Val di Ledro da Magasa in Val Vestino, sarebbero arrivati altri reparti da Tremosine e Limone. Quest'ultimo dovrebbe occuparsi di tagliare la strada che da Riva porta alla Val di Ledro. Questa strada non potrà mai essere usata per attaccare Riva. Gli austriaci devono solo tagliarlo in un punto per rendere impossibile il viaggio tra Ponale e Riva. Se non erro, ci sono posti vicino al Ponale dove potremmo tagliare la strada, e liberarci almeno per qualche giorno da ogni attacco della guarnigione di Riva".
Ball viaggiò anche in Marocco (1871) e in Sud America (1882). Morì a Londra nel 1889.